# 피리미딘 유사체
피리미딘 유사체(Pyrimidine analogue)는 피리미딘의 구조를 모방하는 뉴클레오사이드 유사체의 항대사 물질이다.

## 예
- 티미딜산 합성효소를 억제하는 5-플루오로 우라실(5FU)
- 플록스유리딘(FUDR)
- 시타라빈(Cytosine arabinoside)
- 6-아자 우라실(6-AU)
- 젬시타빈

피리미딘
플루오로유라실
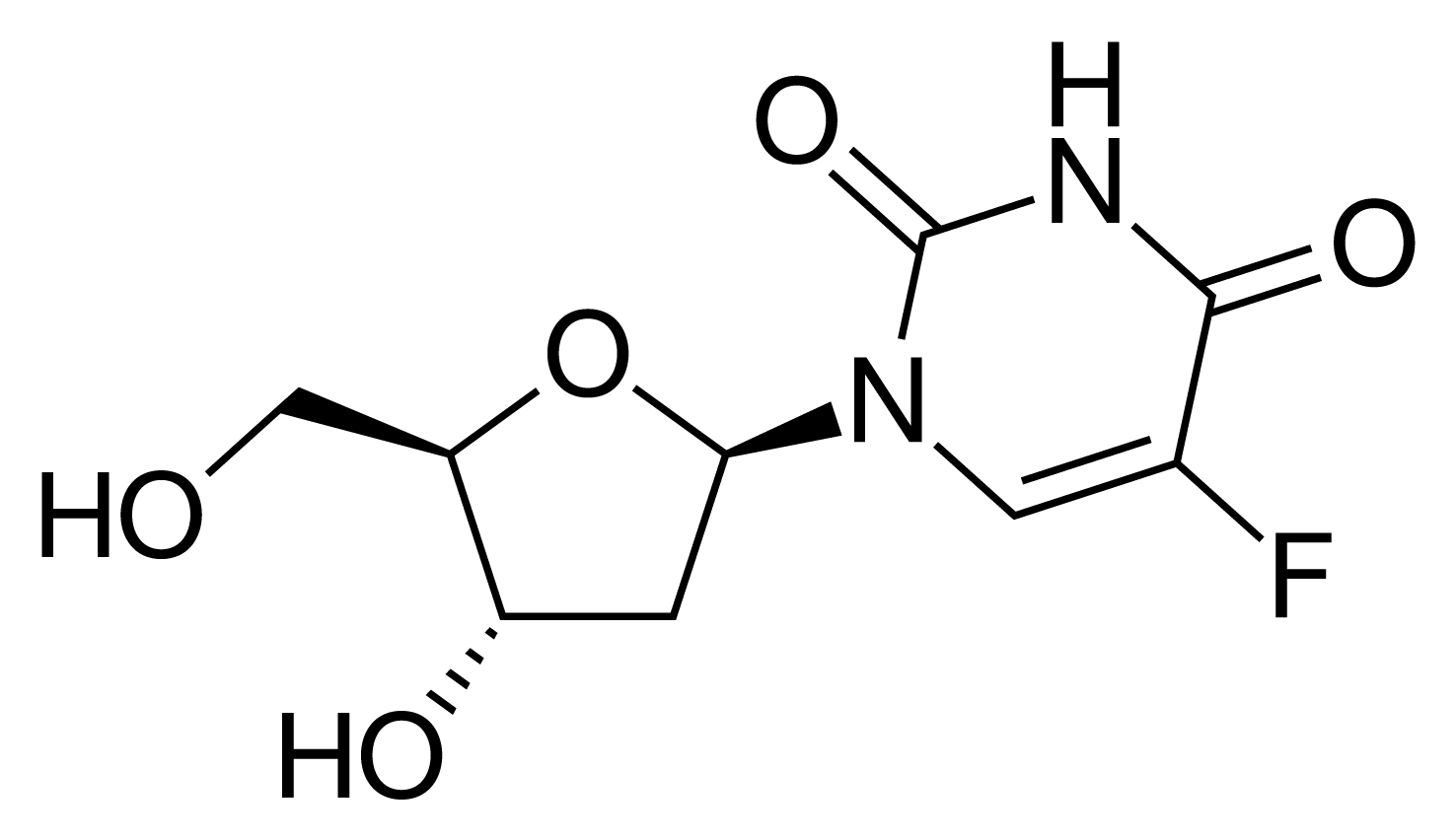
플록스유리딘
젬시타빈

## 의료 목적
피리미딘 항대사 산물은 DNA 복제를 방해하여 암을 치료하는 데 사용된다.